# Steffanolampus salicetum
Steffanolampus salicetum är en stekelart som först beskrevs av Wallace A. Steffan 1952.  Steffanolampus salicetum ingår i släktet Steffanolampus och familjen gropglanssteklar. Inga underarter finns listade i Catalogue of Life.